# 明石散人
明石 散人（あかし さんじん）は日本の作家。
東京都築地生まれ。1990年以降、歴史を主題とする作品を多数発表。写楽、信長、国宝金印、龍安寺石庭、ジェームス・ディーン‥‥すべてのテーマ・題材において、一次史料に基づく推論により独自的に先行した「新説」を提示し、鮮やかに実証している。またテレビ番組、美術展等の企画監修を手掛ける。「完璧な空想は、やがて事実として発現する」という自身の言葉の通り、作品に著された数々の内容、超絶の真実は、やがて次々とこの世で実現していることから、作家、画家、映画監督、テレビディレクター等の創作者はもとより政財界に多くの熱狂的な愛読者をもつ。月刊誌「IN★ POCKET」（講談社）に1999年１月より掲載された「アカシックファイル」は連載当時より各界で注視される。「金利を支払って銀行に現金を預かってもらう世の中になる」とマイナス金利時代の到来を明言。（2003/01/29:「日刊ゲンダイ」記事掲載）
公益社団法人全日本テコンドー協会会長を退任後、同協会の相談役と理事就任を経て退会。財団法人日本青少年文化センター評議員。日本オリンピック委員会評議員（現在は退任）。一般社団法人日本台湾親善協会理事。
デビューを控えていた時期の京極夏彦と師弟関係の契約を結んだ（本人曰く、「彼の方がもう格が上だというのに未だに約束を守り続けてくれる」）。執筆に専念し取材等を受けないこと、あまりに縦横無尽な博覧強記ぶりから、複数名による合同ペンネームとされていたこともあるが、実在する個人である。京極夏彦氏の著作「京極堂シリーズ」に登場する「築地の先生」は同氏をモデルとしたもの。

## 書籍一覧（刊行順）
- 『東洲斎写楽はもういない』（講談社）1990/10/24
- 『宇宙の庭　龍安寺石庭の謎』（講談社）1992/02/20
- 『二人の天魔王　ー「信長」の真実』（講談社）1992/10/09
- 『東洲斎写楽はもういない』（講談社文庫）1993/09/03
- 『ジェームス・ディーンの向こうに日本が視える』（講談社）1994/11/21
- 『二人の天魔王「信長の真実」』（講談社文庫）1995/09/06
- 『謎ジパング　誰も知らない日本史』（講談社）1996/01/08
- 『龍安寺石庭の謎　スペース・ガーデン』（講談社文庫）1996/06/13
- 『リアルタイム日本史　歴史が見える、現在が見える』（講談社）1996/10/22
- 『視えずの魚』（講談社）1997/07/02
- 『鳥玄坊先生と根源の謎』（講談社ノベルス）1997/12/03
- 『ジェームス・ディーンの向こうに日本が視える』（講談社文庫）1997/12/12
- 『鳥玄坊　時間の裏側』（講談社ノベルス）1998/12/04
- 『日本史鑑定』（徳間書店）1999/01/31  ★高橋克彦氏との対談
- 『謎ジパング　誰も知らない日本史』（講談社文庫）1999/01/14
- 『鳥玄坊　ゼロから零へ』（講談社ノベルス）1999/06/04
- 『日本「宗教」鑑定ー密教の秘鍵を解く』（徳間書店）1999/09/01 ★池口恵観氏との対談
- 『視えずの魚』（講談社ノベルス）1999/10/06
- 『アカシックファイル　日本の「謎」を解く！』（講談社文庫）2000/01/11
- 『ゲーム　小説鄧小平秘録』（徳間書店）2000/05/01
- 『鳥玄坊　根源の謎』（バーズコミックス　ミステリーシリーズ）2000/08/29
- 『月とスッポンと日本語　究極の薀蓄語録』（講談社）2000/11/13
- 『新説　謎解き日本史』（講談社文庫）2001/01/17
- 『鳥玄坊　天の理』（バーズコミックス　ミステリーシリーズ）2001/05/29
- 『視えずの魚』（講談社文庫）2001/10/16
- 『七つの金印　日本史アンダーワールド』（講談社）2001/10/25
- 『鳥玄坊　根源の謎』（講談社文庫）2002/06/14
- 『日本史鑑定』（徳間文庫）2002/07/15  ★高橋克彦氏との対談
- 『鳥玄坊　時間の裏側』（講談社文庫）2002/08/09
- 『鳥玄坊　ゼロから零へ』（講談社文庫）2002/09/13
- 『大老猫の外交術　鄧小平秘録』（講談社文庫）2003/01/15
- 『日本史鑑定　宗教篇』（徳間文庫）2003/04/15　★池口恵観氏との対談
- 『日本国大崩壊　アカシックファイル』（講談社文庫）2003/05/07
- 『七つの金印　日本史アンダーワールド』（講談社文庫）2003/10/15
- 『日本史快刀乱麻』（新潮新書）2003/11/20
- 『日本語千里眼』（講談社文庫）2004/07/15
- 『日本史鑑定　天皇と日本文化』（徳間文庫）2004/12/15  ★篠田正浩氏との対談
- 『一国は一人を以って興り、一人を以って亡ぶ』（KKベストセラーズ）2005/05/05  ★福田康夫氏・衛藤征士郎氏、対談の聞き手
- 『男達　現代が失ったオトコの神髄』（WAVE出版）2007/01/17 ★浪川政浩氏との対談
- 『鳥玄坊　根源の謎』（講談社）2009/02/26　※決定稿・愛蔵版
- 『鳥玄坊　時間の裏側』（講談社）2009/03/26　※決定稿・愛蔵版
- 『鳥玄坊　ゼロから零へ』（講談社）2009/04/26　※決定稿・愛蔵版
- 『七つの金印』（講談社）2010/06/30　※決定稿・愛蔵版
- 『東洲斎写楽はもういない』（講談社）2010/12/17　※決定稿・愛蔵版
- 『視えずの魚』（講談社）2011/04/06　※決定稿・愛蔵版
- 『ジェームス・ディーンの向こうに日本が視える』（講談社）2011/10/01※決定稿・愛蔵版
- 『日本史千里眼』（講談社）2012/04/15　※決定稿・愛蔵版
- 『謎ジパング　誰も知らない日本史』（講談社）2012/08/25　※決定稿・愛蔵版
- 『龍安寺石庭の謎　スペース・ガーデン』（講談社）2013/01/26　※決定稿・愛蔵版
- 『外交を制す　鄧小平秘録』（講談社）2013/04/20　※決定稿・愛蔵版
- 『アカシックファイル　未来の記憶クロニクル』（講談社）2013/11/29　※決定稿・愛蔵版
- 『増補　二人の天魔王　信長の正体』（講談社）2015/04/11　※決定稿・愛蔵版
- 『増補　二人の天魔王　信長の正体』（ビジネス社）2015/04/14
- 『完本　七つの金印』（角川文庫）2018/08/24
- 『二人の天魔王　信長の正体』（角川文庫）2020/02/21

## テレビ
企画・制作・監修等
・『謎ジパング あなたの知らない日本』テレビ朝日系　1994.4ー1995.3　25分番組　
　　日本郵政グループ提供　
・『素敵にこだわり』テレビ東京　1995.4－1996.3　30分番組　郵政省提供
・『写楽－200年の旅路』NHK総合　1995.11　54分特番
・『昭和天皇二つの「独白録」』NHK総合　1997.6 NHKスペシャル
・『ごはんｄｅバトル』テレビ東京　2002.12　75分特番　農林水産省提供
・『なぜ？謎！ごはん』テレビ東京　2003.10－2004.9　30分番組　農林水産省提供
・『文化遺産の旅』BS朝日　2010.7－2011.3  30分番組　日本郵便提供
・『文化遺産の旅』BS朝日   2012.4－2013.3.   5分番組　日本郵便提供
・『旅列島！夢ある街へ』

## 映画
世話人
- 姑獲鳥の夏（実相寺昭雄監督、2005年）
- 魍魎の匣（原田眞人監督、2007年）